# Kvitternattskärra
Kvitternattskärra (Caprimulgus griseatus) är en fågel i familjen nattskärror.

## Utbredning och systematik
Kvitternattskärra delas in i två underarter med följande utbredning:
- Caprimulgus griseatus griseatus – förekommer i norra och centrala Filippinerna
- Caprimulgus griseatus mindandensis – förekommer på Mindanao i södra Filippinerna

Kvitternattskärran kategoriserades tidigare som del av savannattskärra (C. affinis), men urskildes 2023 som egen art efter studier.

## Status
IUCN betraktar ännu inte kvitternattskärran som egen art, varför dess hotstatus inte bedömts.